# Konak turc à Rača
Le konak turc à Rača (en serbe cyrillique : Зграда звана „Турски конак“ у Рачи ; en serbe latin : Zgrada zvana „Turski konak“ u Rači) est un konak situé à Rača, dans le district de Šumadija en Serbie. Il est inscrit sur la liste des monuments culturels protégés de la république de Serbie (identifiant no SK 147).

## Présentation
À la sortie de Rača, à l'intersection de la rue principale, se trouvait un bâtiment connu sous le nom de « konak turc » qui dominait cette partie de la ville. Il était constitué d'un rez-de-chaussée et d'un étage et présentait toutes les caractéristiques des édifices des čaršijas serbes de la fin du XVIIIe siècle et du début du XIXe siècle. Construit à la fin du XVIIIe siècle, il était le plus ancien bâtiment de Rača et de cette partie de la Šumadija.
Situé sur un terrain en pente douce, le bâtiment possédait un sous-sol à demi enterré au-dessous du rez-du-chaussée. Il était construit selon le principe des colombages avec un remplissage en briques. Au rez-de-chaussée, face à la rue, se trouvait un grand porche soutenu par des piliers en bois. Sur le côté cour se trouvait également un porche-galerie au rez-de-chaussée comme à l'étage. Le toit à quatre pans, en pente douce, était recouvert de tuiles.
Le « konak turc » a changé plusieurs fois de nom et d'affection ; il a servi de han, de konak, de magasin et maison d'habitation. Ce monument culturel, classé en 1968, a été démoli en 2005.